# Élections fédérales australiennes de 2004
Des élections fédérales se tiennent le 9 octobre 2004 en Australie afin d'élire les 150 sièges de la Chambre des représentants et 40 des 76 sièges du Sénat. Ces élections initient la 41e législature du Parlement d'Australie.
Au pouvoir depuis neuf ans, la Coalition du Premier ministre libéral John Howard s'adjuge une quatrième victoire consécutive, une deuxième progression en voix et sièges d'affilée et la première majorité absolue au Sénat depuis 1977. L'écart séparant le centre droit du Parti travailliste frise les 10 % des suffrages. Alors que Howard devient le sixième chef de l'exécutif à former son quatrième gouvernement, le chef travailliste Mark Latham se maintient initialement en fonction, avant de se démettre en janvier 2005, officiellement pour raisons de santé.

## Contexte
Au cours des élections fédérales du 10 novembre 2001, la Coalition du Premier ministre libéral John Howard est confirmée par les électeurs pour un troisième mandat au pouvoir. Alors que le scrutin de 1998 s'était soldé par une victoire en sièges et une défaite en voix, celui de 2001 voit une nette victoire des partis de centre droit avec 43 % des voix et 51 % des préférences, soit 82 représentants sur 150. Ainsi, le Parti travailliste australien (Labor) de Kim Beazley se trouve maintenu dans l'opposition, où il est confiné depuis cinq ans et demi. Totalisant 37,8 % des voix et 49 % des préférences, il ne conquiert que 65 députés. Si les partis minoritaires échouent à entrer à la Chambre des représentants, ils obtiennent six sénateurs sur 40 à élire, le Parti démocrate australien (Democrats) tenant les clés de la majorité au Sénat avec huit élus, contre 35 à la Coalition et 29 au Labor.
Tandis qu'Howard est reconduit dans ses fonctions de Premier ministre par le gouverneur général Peter Hollingworth, Beazley abandonne la direction du Parti travailliste. Son adjoint Simon Crean est élu sans opposant à sa succession et devient le deuxième chef de l'Opposition de l'ère Howard.
Moins de trois mois après le scrutin, l'Australie-Méridionale renouvelle les 47 sièges de sa Chambre de l'Assemblée. Gouverné depuis neuf ans par le Parti libéral d'Australie (Libs), cet État repasse sous le contrôle du Parti travailliste, qui forme un gouvernement minoritaire avec l'appui d'indépendants et d'anciens libéraux. Le Labor conserve ensuite le contrôle de la Chambre de l'Assemblée de Tasmanie en juillet, sans accroître sa majorité, puis obtient des gains substantiels le 30 novembre en Victoria avec 20 élus supplémentaires. Il peut ainsi former un solide gouvernement majoritaire.
L'année 2003 voit la reconduction des travaillistes au pouvoir en Nouvelle-Galles-du-Sud avec une majorité identique au mois de mars, puis la démission du gouverneur général deux mois plus tard. Nommé en 2001 sur recommandation de John Howard, cet ancien archevêque de Brisbane était alors accusé d'avoir commis des abus sexuels sur une jeune fille dans les années 1960 et d'avoir couvert des faits similaires par la suite. Le gouverneur de Tasmanie Guy Green assume alors l'intérim jusqu'à l'intronisation de Michael Jeffery le 11 août.
Parallèlement, le Parti travailliste entre dans une crise de direction, qui sera résolue en deux temps. Mis en cause pour sa faible popularité, Crean convoque le 16 juin 2003 une élection pour le poste de chef. Opposé à son prédécesseur Kim Beazley, il le défait facilement par 58 voix contre 34. Pressenti comme candidat, le ministre fantôme des Affaires étrangères Kevin Rudd renonce à postuler. Il finit par démissionner le 28 novembre, après avoir perdu le soutien de sa propre équipe. Beazley présente de nouveau sa candidature et se trouve opposé à Mark Latham. Rudd, de nouveau pressenti, appuie Beazley tandis que Julia Gillard renonce également à postuler au profit de Latham. Ce dernier l'emporte avec 47 suffrages, soit deux de plus que son concurrent.
Cette même année est marquée par la participation de 1 400 soldats de l’Australian Defence Force (ADF) à la guerre d'Irak conduite par les États-Unis.
Le Labor remporte peu après une dernière élection d'État, étant reconduit au gouvernement du Queensland avec une majorité légèrement diminuée le 7 février 2004. Le 30 août suivant, John Howard annonce que le gouverneur Jeffery a prononcé à sa demande la dissolution de la Chambre des représentants, convoquant pour le 9 octobre les nouvelles élections fédérales.
Au cours de la campagne, Latham s'engage notamment à rappeler les troupes australiennes déployées en Irak d'ici à la fin de l'année.

## Mode de scrutin

### Chambre des représentants

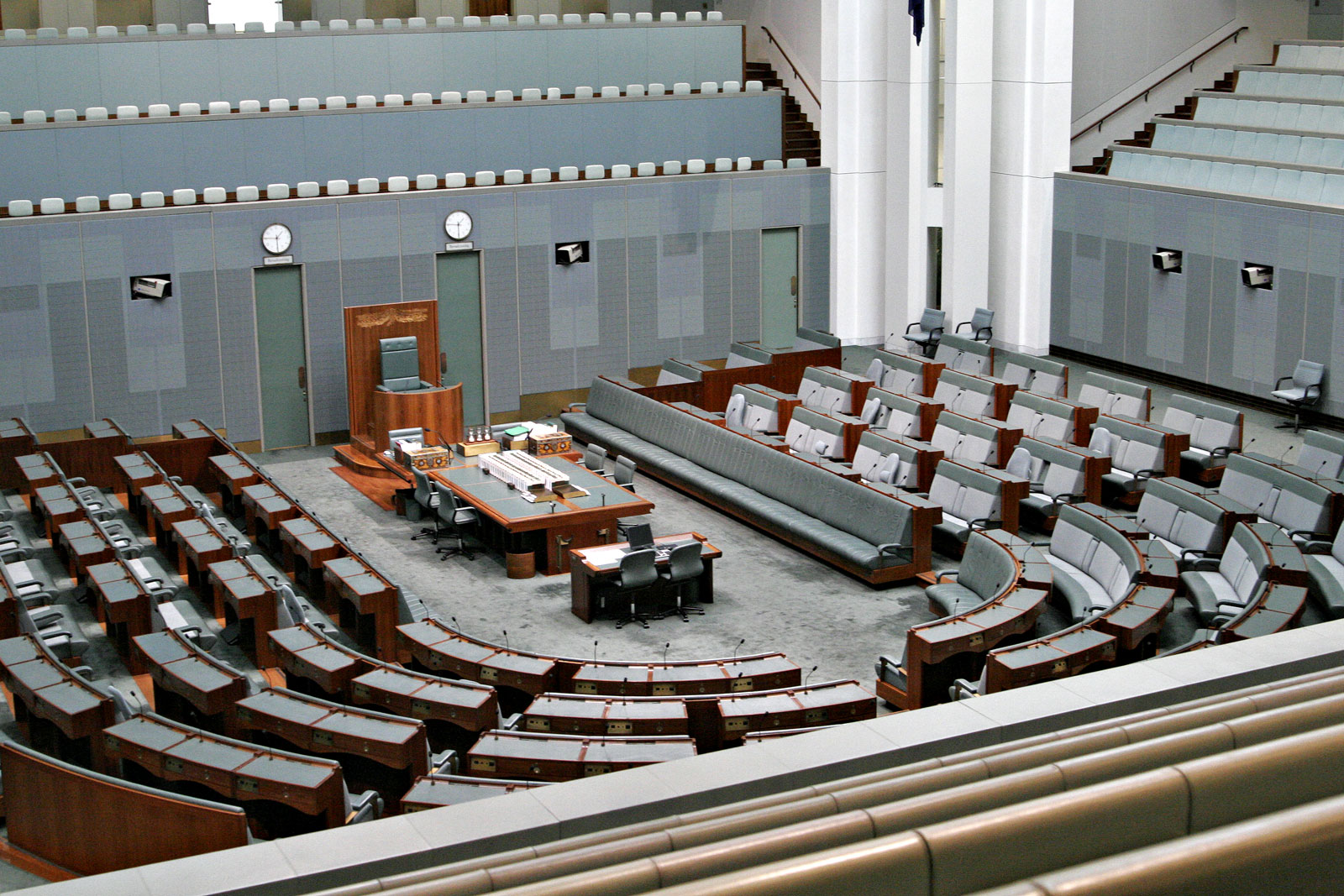
L'hémicycle de la Chambre des représentants.

La Chambre des représentants (en anglais : House of Representatives) est composée de 150 représentants (Members of Parliament ou MPs) élus pour trois ans au scrutin uninominal majoritaire à un tour selon le système du vote alternatif.
Le jour du scrutin, chaque électeur exprime dans sa circonscription un ordre de préférence parmi les candidats qui se présentent. Il doit attribuer un classement à chacun d'entre eux, sous peine de nullité.
Lors du dépouillement, les premières préférences sont comptées. Si un postulant remporte la majorité absolue, il est proclamé élu. Dans le cas contraire, le candidat ayant reçu le plus faible nombre de suffrages est éliminé et les deuxièmes préférences sont de nouveau répartis. La procédure recommence jusqu'à ce qu'un candidat obtienne la moitié des voix, plus une. Ce système, institué en 1918, évitait que la concurrence entre partis de centre droit ne facilite l'élection de candidats de gauche. Il engendre l'émergence d'un fort bipartisme : en 2001, seuls trois sièges à la Chambre échappe au Parti travailliste et à la Coalition.

### Sénat

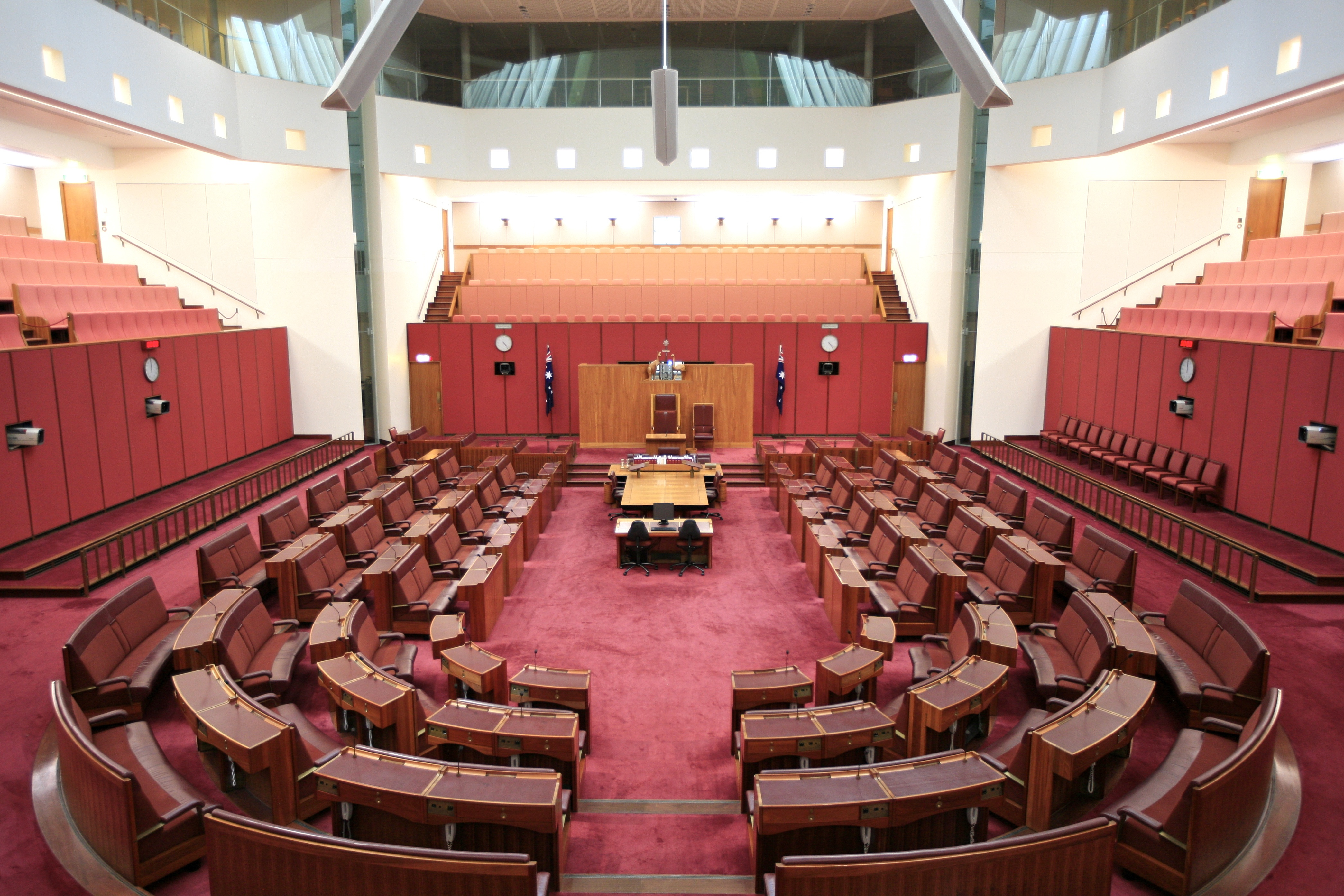
L'hémicycle du Sénat.

La Sénat (Senate) est composé de 76 sénateurs (Senators) élus au scrutin à vote unique transférable. 72 sénateurs sont élus pour six ans, renouvelables par moitié, à raison de 12 par État. Quatre sont élus pour trois ans, renouvelés intégralement en même temps que la Chambre des représentants, à raison de deux par territoire.
Le jour du scrutin, chaque électeur exprime dans sa circonscription un ordre de préférence parmi les candidats qui se présentent. Les partis ont la possibilité d'instaurer des « group voting tickets » : ils déterminent à l'avance la répartition des préférences en cas d'échec ou victoire d'un candidat.
Lors du dépouillement, le nombre de suffrages exprimés est divisé par le nombre de sièges à pouvoir (six dans chaque État, deux dans chaque territoire), ce qui donne le quotient électoral, soit le nombre minimum de voix nécessaire pour être élu.
Les premières préférences sont ensuite comptées. Si un candidat est élu, son surplus de votes (la différence entre le quota et son nombre de suffrages reçus) est attribuée au candidat ayant reçu le plus grand nombre de préférences à suivre. Si celui-ci est à son tour élu, son surplus est également redistribué. Si à un quelconque moment, aucun candidat n'est élu alors que des sièges restent à pourvoir, le candidat arrivé en dernier des premières préférences est éliminé et ses deuxièmes préférences (ou les suivantes) sont réparties entre les candidats restants.

## Campagne

### Partis politiques
| Force politique | Force politique                                      | Idéologie                                                   | Chef                                   | Résultats en 2001                                                     |
| --------------- | ---------------------------------------------------- | ----------------------------------------------------------- | -------------------------------------- | --------------------------------------------------------------------- |
|                 | Coalition (en) The Coalition                         | Centre droit Libéralisme, conservatisme, agrarisme          | John Howard Premier ministre           | 43,0 % des voix (H) 82 représentants 37,7 % des voix (S) 20 sénateurs |
|                 | Parti travailliste (en) Australian Labor Party       | Centre gauche Travaillisme, social-démocratie, progressisme | Mark Latham Chef de l'Opposition       | 37,8 % des voix (H) 65 représentants 37,3 % des voix (S) 14 sénateurs |
|                 | Parti démocrate australien (en) Australian Democrats | Centre Social-libéralisme, social-démocratie                | Andrew Bartlett Sénateur du Queensland | 5,4 % des voix (H) 0 représentant 8,5 % des voix (S) 4 sénateurs      |

## Résultats

### À la Chambre des représentants
| Parti                    | Parti                                    | Parti                                    | Parti                                    | Voix       | Voix   | Voix | Sièges  | Sièges        |
| Parti                    | Parti                                    | Parti                                    | Parti                                    | Suffrages  | %      | +/-  | Députés | +/-           |
| ------------------------ | ---------------------------------------- | ---------------------------------------- | ---------------------------------------- | ---------- | ------ | ---- | ------- | ------------- |
|                          | Coalition                                | Coalition                                | Coalition                                | 5 471 588  | 46,71  | 3,70 | 87      | 5             |
|                          | Parti libéral d'Australie (Libs)         | Parti libéral d'Australie (Libs)         | 4 741 458                                | 40,47      | 3,39   | 74   | 6       |               |
|                          | Parti national d'Australie (Nats)        | Parti national d'Australie (Nats)        | 690 725                                  | 5,90       | 0,23   | 12   | 1       |               |
|                          | Parti rural libéral (CLP)                | Parti rural libéral (CLP)                | 39 855                                   | 0,34       | 0,02   | 1    | 1       |               |
|                          | Parti travailliste australien (Labor)    | Parti travailliste australien (Labor)    | Parti travailliste australien (Labor)    | 4 409 117  | 37,64  | 0,20 | 60      | 5             |
|                          | Verts australiens (Greens)               | Verts australiens (Greens)               | Verts australiens (Greens)               | 841 734    | 7,19   | 2,23 | 0       | en stagnation |
|                          | Parti Famille d'abord (Family First)     | Parti Famille d'abord (Family First)     | Parti Famille d'abord (Family First)     | 235 315    | 2,01   | 2,01 | 0       | en stagnation |
|                          | Parti démocrate australien (Democrats)   | Parti démocrate australien (Democrats)   | Parti démocrate australien (Democrats)   | 144 832    | 1,24   | 4,17 | 0       | en stagnation |
|                          | Pauline Hanson's One Nation (One Nation) | Pauline Hanson's One Nation (One Nation) | Pauline Hanson's One Nation (One Nation) | 139 956    | 1,19   | 3,23 | 0       | en stagnation |
|                          | Autres                                   | Autres                                   | Autres                                   | 286 206    | 1,59   | 0,65 | 0       | en stagnation |
|                          | Indépendants                             | Indépendants                             | Indépendants                             | 286 206    | 2,44   | 0,27 | 3       | en stagnation |
| Votes de préférence      |                                          |                                          |                                          |            |        |      |         |               |
|                          | Coalition                                | Coalition                                | Coalition                                | 6 179 130  | 52,74  | 1,79 | 87      | 5             |
|                          | Parti travailliste australien (Labor)    | Parti travailliste australien (Labor)    | Parti travailliste australien (Labor)    | 5 536 002  | 47,26  | 1,79 | 60      | 5             |
|                          |                                          |                                          |                                          |            |        |      |         |               |
| Votes valides            | Votes valides                            | Votes valides                            | Votes valides                            | 11 715 132 | 94,82  |      |         |               |
| Votes blancs et nuls     | Votes blancs et nuls                     | Votes blancs et nuls                     | Votes blancs et nuls                     | 639 851    | 5,18   |      |         |               |
| Total                    | Total                                    | Total                                    | Total                                    | 12 354 983 | 100,00 | N/A  | 150     | 2             |
| Abstentions              | Abstentions                              | Abstentions                              | Abstentions                              | 743 478    | 5,68   |      |         |               |
| Inscrits / participation | Inscrits / participation                 | Inscrits / participation                 | Inscrits / participation                 | 13 098 461 | 94,32  |      |         |               |

### Au Sénat
| Parti                    | Parti                                    | Parti                                    | Parti                                    | Voix       | Voix          | Voix | Sièges        | Sièges        | Sièges |
| Parti                    | Parti                                    | Parti                                    | Parti                                    | Suffrages  | %             | +/-  | Sénateurs     | +/-           | Total  |
| ------------------------ | ---------------------------------------- | ---------------------------------------- | ---------------------------------------- | ---------- | ------------- | ---- | ------------- | ------------- | ------ |
|                          | Coalition                                | Coalition                                | Coalition                                | 5 390 114  | 45,09         | 3,26 | 21            | 1             | 39     |
|                          | Candidatures conjointes Libs/Nats        | Candidatures conjointes Libs/Nats        | 3 074 952                                | 25,72      | 1,84          | N/A  | N/A           | N/A           |        |
|                          | Parti libéral d'Australie (Libs)         | Parti libéral d'Australie (Libs)         | 2 109 798                                | 17,65      | 1,96          | 17   | en stagnation | 33            |        |
|                          | Parti national d'Australie (Nats)        | Parti national d'Australie (Nats)        | 163 261                                  | 1,37       | 0,55          | 3    | 1             | 5             |        |
|                          | Parti rural libéral (CLP)                | Parti rural libéral (CLP)                | 41 923                                   | 0,35       | en stagnation | 1    | en stagnation | 1             |        |
|                          | Parti travailliste australien (Labor)    | Parti travailliste australien (Labor)    | Parti travailliste australien (Labor)    | 4 186 715  | 35,02         | 0,70 | 16            | 2             | 28     |
|                          | Verts australiens (Greens)               | Verts australiens (Greens)               | Verts australiens (Greens)               | 916 431    | 4,94          | 2,73 | 2             | en stagnation | 4      |
|                          | Parti démocrate australien (Democrats)   | Parti démocrate australien (Democrats)   | Parti démocrate australien (Democrats)   | 916 431    | 2,09          | 5,16 | 0             | 4             | 4      |
|                          | Parti Famille d'abord (Family First)     | Parti Famille d'abord (Family First)     | Parti Famille d'abord (Family First)     | 210 567    | 1,76          | 1,76 | 1             | 1             | 1      |
|                          | Pauline Hanson's One Nation (One Nation) | Pauline Hanson's One Nation (One Nation) | Pauline Hanson's One Nation (One Nation) | 206 455    | 1,73          | 3,71 | 0             | en stagnation | 0      |
|                          | Autres                                   | Autres                                   | Autres                                   | 792 994    | 6,63          | 0,52 | 0             | en stagnation | 0      |
|                          |                                          |                                          |                                          |            |               |      |               |               |        |
| Votes valides            | Votes valides                            | Votes valides                            | Votes valides                            | 11 953 649 | 96,25         |      |               |               |        |
| Votes blancs et nuls     | Votes blancs et nuls                     | Votes blancs et nuls                     | Votes blancs et nuls                     | 466 370    | 3,75          |      |               |               |        |
| Total                    | Total                                    | Total                                    | Total                                    | 12 420 019 | 100,00        | N/A  | 40            | en stagnation | 76     |
| Abstentions              | Abstentions                              | Abstentions                              | Abstentions                              | 678 442    | 5,18          |      |               |               |        |
| Inscrits / participation | Inscrits / participation                 | Inscrits / participation                 | Inscrits / participation                 | 13 098 461 | 94,82         |      |               |               |        |

## Conséquences
Moins de deux semaines après le scrutin, John Howard est assermenté Premier ministre pour la quatrième fois et forme un nouveau gouvernement. Il est seulement le sixième chef de l'exécutif à constituer une quatrième équipe ministérielle. Dans celle-ci, Alexander Downer reste ministre des Affaires étrangères et Peter Costello ministre des Finances. Au sein du Labor, Mark Latham se maintient initialement en fonction mais finit par démissionner le 18 janvier 2005 pour raisons de santé. Remplacé par Kim Beazley, il établit le record du mandat le plus court à la direction du Parti travailliste, qu'il a mené pendant seulement 13 mois.